# Las palabras de Max
Pour plus de détails, voir Fiche technique et Distribution.
Las palabras de Max est un film espagnol réalisé par Emilio Martínez-Lázaro, sorti en 1978.

## Synopsis
Max, un homme âgé d'une quarantaine d'années connaît une crise existentielle et tente de rassembler son passé.

## Fiche technique
- Titre : Las palabras de Max
- Réalisation : Emilio Martínez-Lázaro
- Scénario : Emilio Martínez-Lázaro et Elías Querejeta
- Production : Elías Querejeta
- Musique : Luis de Pablo
- Photographie : Teodoro Escamilla
- Pays d'origine : Espagne
- Format : Couleurs - Mono
- Genre : Drame
- Date de sortie : 1978

## Distribution
- Héctor Alterio
- Maria De la Riva : Jacoba
- Myriam De Maeztu
- Ignacio Fernández de Castro
- Gracia Querejeta

## Distinctions
Le film a reçu l'Ours d'or à la Berlinale 1978 conjointement avec deux autres films espagnols.